# Olivia Olson
Olivia Olson (ur. 21 maja 1992 w Los Angeles) – amerykańska aktorka, piosenkarka i autorka piosenek. 
Olson grała rolę Vanessy Dundersztyc córki Heinza Dundersztyca w serialu Fineasz i Ferb i rolę Joanny Anderson w filmie To właśnie miłość.
W serialu Fineasz i Ferb zaśpiewała piosenkę „Busted!” wraz z Ashley Tisdale.
Została adoptowana natychmiast po urodzeniu. Olivia Olson jest córką amerykańskiego producenta Martina Olsona.

## Wybrana filmografia
- 2003: To właśnie miłość jako Joanna Anderson
- 2003 – 2004: The Tracy Morgan Show jako Julia
- 2007 – 2015: Fineasz i Ferb jako Vanessa Dundersztyc
- 2010 – 2018: Pora na przygodę! jako Marcelina
- 2011: Fineasz i Ferb: Podróż w drugim wymiarze jako Vanessa Dundersztyc